# CAF Confederation Cup 2018/19
Der CAF Confederation Cup 2018/19 (aus Sponsorengründen auch Total CAF Confederation Cup 2018/19 genannt) war die 16. Spielzeit des zweitwichtigsten afrikanischen Wettbewerbs für Vereinsmannschaften im Fußball unter dieser Bezeichnung. Die Saison begann mit der Vorrunde am 27. November 2018 und endete mit den Finalspielen im Mai 2019. Titelverteidiger war der marokkanische Verein Raja Casablanca.
Sieger wurde zum ersten Mal der ägyptische Verein al Zamalek SC, der sich im Finale nach einem Gesamtergebnis von 1:1 mit 5:3 im Elfmeterschießen gegen RS Berkane durchsetzen konnte. Er qualifizierte sich so für den CAF Super Cup gegen den Sieger der Champions League 2018/19.

## Vorrunde
Die Auslosung fand am 3. November 2018 statt. Die Hinspiele wurden am 27. und 28. November, die Rückspiele am 4. und 5. Dezember 2018 ausgetragen.
|                           | Gesamt          |                        | Hinspiel | Rückspiel |
| ------------------------- | --------------- | ---------------------- | -------- | --------- |
| ASC Nasr Zem Zem          | (a)2:2(a)       | Stade d’Abidjan        | 1:2      | 1:0       |
| Al-Ahly Shendi            | 1:1 (1:3 i. E.) | AS Nyuki               | 1:0      | 0:1       |
| Atlético Petróleos Luanda | 6:0             | Orapa United FC        | 4:0      | 2:0       |
| AS CotonTchad             | 3:1             | Gomido FC              | 2:0      | 1:1       |
| Hassania d’Agadir         | 4:0             | AS GNN                 | 4:0      | 0:0       |
| AS Génération Foot        | 1:0             | Djoliba AC             | 0:0      | 1:0       |
| USM Bel-Abbès             | 4:1             | LISCR FC               | 4:0      | 0:1       |
| Rangers International     | 5:1             | Defence Force SC       | 2:0      | 3:1       |
| Salitas FC                | (a)3:3(a)       | Wakriya AC             | 2:0      | 1:3       |
| Mtibwa Sugar FC           | 5:0             | Northern Dynamo        | 4:0      | 1:0       |
| Daring Club Motema Pembe  | 5:2             | Anges de Fatima Bangui | 4:1      | 1:1       |
| FC San Pédro              | 2:1             | FC Armed Forces        | 1:1      | 1:0       |
| Cercle Mbéri Sportif      | 1:1 (4:3 i. E.) | Silver Strikers        | 1:0      | 0:1       |
| Kaizer Chiefs             | 5:2             | Zimamoto FC            | 4:0      | 1:2       |
| ASSM Elgeco Plus          | 4:3             | CD Unidad Malabo       | 3:1      | 1:2       |
| Miracle Club de Bandrani  | 1 w/o 1         | al-Ittihad             | 0:8      | —         |
| New Star de Douala        | 4:1             | Vital’O FC             | 0:0      | 4:1       |
| Kariobangi Sharks         | 9:1             | AS Arta/Solar7         | 6:1      | 3:0       |
| Asante Kotoko SC          | 2 w/o 2         | Eding Sport FC         | —        | —         |
| Free State Stars          | 0:1             | Mukura Victory Sports  | 0:0      | 0:1       |
| Green Eagles FC           | 5:2             | Young Buffaloes        | 2:0      | 3:2       |
| NA Hussein Dey            | 3:1             | Diables Noirs          | 2:0      | 1:1       |
| Green Buffaloes           | 2:0             | al-Merreikh Juba       | 2:0      | 0:0       |

Anmerkungen

## Erste Runde
Die Auslosung fand am 3. November 2018 statt. Die Hinspiele wurden vom 14. bis zum 16. Dezember, die Rückspiele vom 21. bis zum 23. Dezember 2018 ausgetragen.
|                            | Gesamt          |                           | Hinspiel | Rückspiel |
| -------------------------- | --------------- | ------------------------- | -------- | --------- |
| Étoile Sportive du Sahel 1 | 3:1             | Stade d’Abidjan           | 3:0      | 0:1       |
| AS Nyuki                   | 0:2             | Atlético Petróleos Luanda | 0:1      | 0:1       |
| al Zamalek SC              | 7:2             | AS CotonTchad             | 7:0      | 0:2       |
| Hassania d’Agadir          | 2:1             | AS Génération Foot        | 2:0      | 0:1       |
| USM Bel-Abbès              | 0:2             | Rangers International     | 0:0      | 0:2       |
| al-Masry                   | 0:2             | Salitas FC                | 0:2      | 0:0       |
| KCCA FC                    | 5:1             | Mtibwa Sugar FC           | 3:0      | 2:1       |
| Daring Club Motema Pembe   | 1:3             | FC San Pédro              | 1:1      | 0:2       |
| Raja Casablanca            | 5:1             | Cercle Mbéri Sportif      | 5:0      | 0:1       |
| Kaizer Chiefs              | 6:0             | ASSM Elgeco Plus          | 3:0      | 3:0       |
| RS Berkane                 | 4:0             | al-Ittihad                | 3:0      | 1:0       |
| Al Ahli SC                 | (a)1:1(a)       | New Star de Douala        | 1:1      | 0:0       |
| Kariobangi Sharks          | 1:2             | Asante Kotoko SC          | 0:0      | 1:2       |
| al-Hilal al-Ubayyid        | 0:0 (4:5 i. E.) | Mukura Victory Sports     | 0:0      | 0:0       |
| Green Eagles FC            | 1:2             | NA Hussein Dey            | 0:0      | 1:2       |
| CS Sfax                    | 4:2             | Green Buffaloes           | 4:1      | 0:1       |

Anmerkungen

## Play-off-Runde
Die Auslosung fand am 28. Dezember 2018 statt. Dabei wurde je ein Sieger der ersten Runde gegen einen Unterlegenen der ersten Runde der Champions League gelost, wobei die Vereine des CAF Confederation Cups im Rückspiel Heimreicht hatten. Die Hinspiele wurden vom 11. bis zum 13. Januar, die Rückspiele vom 18. bis zum 20. Januar 2019 ausgetragen.
|                    | Gesamt |                           | Hinspiel | Rückspiel |
| ------------------ | ------ | ------------------------- | -------- | --------- |
| Gor Mahia FC       | 2:1    | New Star de Douala        | 2:1      | 0:0       |
| al-Ahly Bengasi    | 2:3    | NA Hussein Dey            | 1:0      | 1:3       |
| al-Hilal Khartum   | 3:1    | Mukura Victory Sports     | 3:0      | 0:1       |
| Nkana FC           | 3:0    | FC San Pédro              | 3:0      | 0:0       |
| Cotonsport Garoua  | 3:5    | Asante Kotoko SC          | 2:3      | 1:2       |
| ZESCO United       | 5:2    | Kaizer Chiefs             | 3:1      | 2:1       |
| Stade Malien       | 2:3    | Atlético Petróleos Luanda | 1:1      | 1:2       |
| African Stars      | 1:2    | Raja Casablanca           | 1:1      | 0:1       |
| ASC Diaraf         | 3:5    | RS Berkane                | 2:0      | 1:5       |
| Vipers SC          | 0:3    | CS Sfax                   | 0:0      | 0:3       |
| IR Tanger          | 1:3    | al Zamalek SC             | 0:0      | 1:3       |
| AS Otohô           | 3:2    | KCCA FC                   | 3:0      | 0:2       |
| Bantu FC           | 2:4    | Rangers International     | 1:2      | 1:2       |
| al-Nasr Benghazi   | 2:3    | Salitas FC                | 1:0      | 1:3       |
| Jimma Aba Jifar FC | 0:5    | Hassania d’Agadir         | 0:1      | 0:4       |

## Gruppenphase
Die Gruppenauslosung fand am 21. Januar 2019 in der ägyptischen Hauptstadt Kairo statt. Die 16 Mannschaften wurden in vier Lostöpfe eingeteilt und zu vier Gruppen mit jeweils vier Mannschaften gelost. Gesetzt wurden die Mannschaften nach ihren Ergebnissen in den CAF-Wettbewerben der letzten fünf Spielzeiten (CAF-Fünfjahreswertung). Die Gruppensieger und -zweiten qualifizierten sich für das Viertelfinale, die Dritt- und Viertplatzierten schieden aus dem Wettbewerb aus. Bei Punktgleichheit zweier oder mehrerer Mannschaften wurde die Platzierung durch folgende Kriterien ermittelt:
1. Anzahl Punkte im direkten Vergleich
2. Tordifferenz im direkten Vergleich
3. Anzahl Tore im direkten Vergleich
4. Anzahl Auswärtstore im direkten Vergleich
5. Wenn nach der Anwendung der Kriterien 1 bis 4 immer noch mehrere Mannschaften denselben Tabellenplatz belegen, werden die Kriterien 1 bis 4 erneut angewendet, jedoch ausschließlich auf die Direktbegegnungen der betreffenden Mannschaften. Sollte auch dies zu keiner definitiven Platzierung führen, werden die Kriterien 6 bis 9 angewendet.
6. Tordifferenz aus allen Gruppenspielen
7. Anzahl Tore in allen Gruppenspielen
8. Anzahl Auswärtstore in allen Gruppenspielen
9. Losziehung

### Gruppe A
| Pl. | Verein            | Sp. | S | U | N | Tore    | Diff. | Punkte |
| --- | ----------------- | --- | - | - | - | ------- | ----- | ------ |
| 1.  | RS Berkane        | 6   | 3 | 2 | 1 | 010:500 | +5    | 11     |
| 2.  | Hassania d’Agadir | 6   | 2 | 2 | 2 | 005:500 | ±0    | 08     |
| 3.  | Raja Casablanca   | 6   | 1 | 4 | 1 | 007:600 | +1    | 07     |
| 4.  | AS Otohô          | 5   | 1 | 2 | 2 | 004:100 | −6    | 05     |

| 3. Februar 2019   |     |                   |                                         |
| AS Otohô          | 1:1 | RS Berkane        | Stade Omnisport Marien Ngouabi d’Owando |
| Hassania d’Agadir | 1:1 | Raja Casablanca   | Stade Adrar                             |
| 13. Februar 2019  |     |                   |                                         |
| Raja Casablanca   | 0:0 | AS Otohô          | Stade Moulay Abdallah                   |
| RS Berkane        | 2:1 | Hassania d’Agadir | Stade Municipal de Berkane              |
| 24. Februar 2019  |     |                   |                                         |
| Raja Casablanca   | 2:4 | RS Berkane        | Stade Moulay Abdallah                   |
| Hassania d’Agadir | 2:1 | AS Otohô          | Stade Adrar                             |
| 3. März 2019      |     |                   |                                         |
| AS Otohô          | 1:0 | Hassania d’Agadir | Stade Omnisport Marien Ngouabi d’Owando |
| RS Berkane        | 0:0 | Raja Casablanca   | Stade Municipal de Berkane              |
| 10. März 2019     |     |                   |                                         |
| Raja Casablanca   | 0:0 | Hassania d’Agadir | Stade Moulay Abdallah                   |
| RS Berkane        | 3:0 | AS Otohô          | Stade Municipal de Berkane              |
| 17. März 2019     |     |                   |                                         |
| Hassania d’Agadir | 1:0 | RS Berkane        | Stade Adrar                             |
| AS Otohô          | 1:4 | Raja Casablanca   | Stade Omnisport Marien Ngouabi d’Owando |

### Gruppe B
| Pl. | Verein                   | Sp. | S | U | N | Tore    | Diff. | Punkte |
| --- | ------------------------ | --- | - | - | - | ------- | ----- | ------ |
| 1.  | CS Sfax                  | 6   | 3 | 3 | 0 | 005:200 | +3    | 12     |
| 2.  | Étoile Sportive du Sahel | 6   | 3 | 1 | 2 | 006:400 | +2    | 10     |
| 3.  | Rangers International    | 6   | 1 | 2 | 3 | 005:700 | −2    | 05     |
| 4.  | Salitas FC               | 6   | 0 | 4 | 2 | 001:400 | −3    | 04     |

| 3. Februar 2019          |     |                          |                           |
| Rangers International    | 2:0 | Salitas FC               | Nnamdi-Azikiwe-Stadion    |
| Étoile Sportive du Sahel | 0:1 | CS Sfax                  | Stade Olympique de Sousse |
| 13. Februar 2019         |     |                          |                           |
| Salitas FC               | 0:0 | Étoile Sportive du Sahel | Stade du 4-Août           |
| CS Sfax                  | 1:1 | Rangers International    | Stade Taïeb Mhiri         |
| 24. Februar 2019         |     |                          |                           |
| CS Sfax                  | 0:0 | Salitas FC               | Stade Taïeb Mhiri         |
| Étoile Sportive du Sahel | 2:1 | Rangers International    | Stade Olympique de Sousse |
| 3. März 2019             |     |                          |                           |
| Rangers International    | 0:2 | Étoile Sportive du Sahel | Nnamdi-Azikiwe-Stadion    |
| Salitas FC               | 0:0 | CS Sfax                  | Stade du 4-Août           |
| 10. März 2019            |     |                          |                           |
| CS Sfax                  | 2:1 | Étoile Sportive du Sahel | Stade Taïeb Mhiri         |
| Salitas FC               | 1:1 | Rangers International    | Stade du 4-Août           |
| 17. März 2019            |     |                          |                           |
| Étoile Sportive du Sahel | 1:0 | Salitas FC               | Stade Olympique de Sousse |
| Rangers International    | 0:1 | CS Sfax                  | Nnamdi-Azikiwe-Stadion    |

### Gruppe C
| Pl. | Verein           | Sp. | S | U | N | Tore    | Diff. | Punkte |
| --- | ---------------- | --- | - | - | - | ------- | ----- | ------ |
| 1.  | al-Hilal Khartum | 6   | 3 | 2 | 1 | 011:600 | +5    | 11     |
| 2.  | Nkana FC         | 6   | 3 | 0 | 3 | 009:110 | −2    | 09     |
| 3.  | Asante Kotoko SC | 6   | 2 | 1 | 3 | 008:800 | ±0    | 07     |
| 4.  | ZESCO United     | 6   | 2 | 1 | 3 | 007:100 | −3    | 07     |

| 3. Februar 2019  |     |                  |                        |
| ZESCO United     | 2:0 | Nkana FC         | Levy Mwanawasa Stadium |
| al-Hilal Khartum | 1:0 | Asante Kotoko SC | al-Hilal Stadion       |
| 13. Februar 2019 |     |                  |                        |
| Nkana FC         | 2:1 | al-Hilal Khartum | Nkana-Stadion          |
| Asante Kotoko SC | 2:1 | ZESCO United     | Baba-Yara-Stadion      |
| 24. Februar 2019 |     |                  |                        |
| Nkana FC         | 3:1 | Asante Kotoko SC | Nkana-Stadion          |
| ZESCO United     | 1:1 | al-Hilal Khartum | Levy Mwanawasa Stadium |
| 3. März 2019     |     |                  |                        |
| Asante Kotoko SC | 3:0 | Nkana FC         | Baba-Yara-Stadion      |
| al-Hilal Khartum | 3:1 | ZESCO United     | al-Hilal Stadion       |
| 10. März 2019    |     |                  |                        |
| Nkana FC         | 3:0 | ZESCO United     | Nkana-Stadion          |
| Asante Kotoko SC | 1:1 | al-Hilal Khartum | Baba-Yara-Stadion      |
| 17. März 2019    |     |                  |                        |
| ZESCO United     | 2:1 | Asante Kotoko SC | Levy Mwanawasa Stadium |
| al-Hilal Khartum | 4:1 | Nkana FC         | al-Hilal Stadion       |

### Gruppe D
| Pl. | Verein                    | Sp. | S | U | N | Tore    | Diff. | Punkte |
| --- | ------------------------- | --- | - | - | - | ------- | ----- | ------ |
| 1.  | al Zamalek SC             | 6   | 2 | 3 | 1 | 009:600 | +3    | 09     |
| 2.  | Gor Mahia FC              | 6   | 3 | 0 | 3 | 008:900 | −1    | 09     |
| 3.  | NA Hussein Dey            | 6   | 2 | 2 | 2 | 004:600 | −2    | 08     |
| 4.  | Atlético Petróleos Luanda | 6   | 2 | 1 | 3 | 006:600 | ±0    | 07     |

| 3. Februar 2019           |     |                           |                                  |
| Gor Mahia FC              | 4:2 | al Zamalek SC             | Moi International Sports Complex |
| NA Hussein Dey            | 2:1 | Atlético Petróleos Luanda | Stade 5 Juillet 1962             |
| 13. Februar 2019          |     |                           |                                  |
| Atlético Petróleos Luanda | 2:1 | Gor Mahia FC              | Estádio 11 de Novembro           |
| al Zamalek SC             | 1:1 | NA Hussein Dey            | Stadion Borg el-ʿArab            |
| 24. Februar 2019          |     |                           |                                  |
| Gor Mahia FC              | 2:0 | NA Hussein Dey            | Moi International Sports Complex |
| al Zamalek SC             | 1:1 | Atlético Petróleos Luanda | Stadion Borg el-ʿArab            |
| 3. März 2019              |     |                           |                                  |
| Atlético Petróleos Luanda | 0:1 | al Zamalek SC             | Estádio 11 de Novembro           |
| NA Hussein Dey            | 1:0 | Gor Mahia FC              | Stade 5 Juillet 1962             |
| 10. März 2019             |     |                           |                                  |
| Atlético Petróleos Luanda | 2:0 | NA Hussein Dey            | Estádio 11 de Novembro           |
| al Zamalek SC             | 4:0 | Gor Mahia FC              | Stadion Borg el-ʿArab            |
| 17. März 2019             |     |                           |                                  |
| Gor Mahia FC              | 1:0 | Atlético Petróleos Luanda | Moi International Sports Complex |
| NA Hussein Dey            | 0:0 | al Zamalek SC             | Stade 5 Juillet 1962             |

## Finalrunde

### Viertelfinale
Die Auslosung fand am 20. März 2019 statt. Es traf je ein Gruppenzweiter auf einen Gruppensieger einer anderen Gruppe, wobei die Gruppensieger das Hinspiel zunächst auswärts bestritten. Die Hinspiele wurden am 7. April, die Rückspiele am 14. April 2019 ausgetragen.
|                          | Gesamt |                  | Hinspiel | Rückspiel |
| ------------------------ | ------ | ---------------- | -------- | --------- |
| Nkana FC                 | 1:3    | CS Sfax          | 2:1      | 0:2       |
| Étoile Sportive du Sahel | 5:2    | al-Hilal Khartum | 3:1      | 1 2:1 1   |
| Hassania d’Agadir        | 0:1    | al Zamalek SC    | 0:0      | 0:1       |
| Gor Mahia FC             | 1:7    | RS Berkane       | 0:2      | 1:5       |

Anmerkung

### Halbfinale
Die Hinspiele wurden am 28. April, die Rückspiele am 5. Mai 2019 ausgetragen.
|               | Gesamt |                          | Hinspiel | Rückspiel |
| ------------- | ------ | ------------------------ | -------- | --------- |
| CS Sfax       | 2:3    | RS Berkane               | 2:0      | 0:3       |
| al Zamalek SC | 1:0    | Étoile Sportive du Sahel | 1:0      | 0:0       |

### Finale
Das Hinspiel wurde am 19. Mai, das Rückspiel am 26. Mai 2019 ausgetragen.
|            | Gesamt          |               | Hinspiel | Rückspiel |
| ---------- | --------------- | ------------- | -------- | --------- |
| RS Berkane | 1:1 (3:5 i. E.) | al Zamalek SC | 1:0      | 0:1       |